# Tibor
Tibor je mužské křestní jméno latinského původu. Pochází z latinského Tiburtius, tj. „obyvatel Tiburu“.
Podle českého kalendáře má svátek 13. listopadu.

## Statistické údaje
Následující tabulka uvádí četnost jména v ČR a pořadí mezi mužskými jmény ve srovnání dvou roků, pro které jsou dostupné údaje MV ČR – lze z ní tedy vysledovat trend v užívání tohoto jména:
| Rok       | Četnost   | Pořadí   |
| 1999      | 2637      | 108.     |
| 2002      | 2658      | 110.     |
| Porovnání | o 21 více | o 2 méně |
| 2006      | 2885      | 116.     |

Změna procentního zastoupení tohoto jména mezi žijícími muži v ČR (tj. procentní změna se započítáním celkového úbytku mužů v ČR za sledované tři roky 1999-2002) je +1,5%.

## Známí nositelé jména
- Tibor Bohdanovský – československý politik
- Tibor Sekelj – jugoslávský právník a esperantista
- Tibor Kalman – americký grafik
- Tibor Radó – maďarský matematik
- Tibor Csernus – maďarský malíř